# Gironniera burmanica
Gironniera burmanica är en hampväxtart som beskrevs av Joseph Dalton Hooker. Gironniera burmanica ingår i släktet Gironniera och familjen hampväxter. Inga underarter finns listade i Catalogue of Life.